# ائتلاف برای ایران
ائتلاف برای ایران ائتلاف اصلی اصلاح‌طلبان در انتخابات مجلس شورای اسلامی (۱۳۸۳–۱۳۸۲) بود که توسط مجمع روحانیون مبارز ایجاد شده بود. این در حالی است که جبهه دوم خرداد اعلام کرده بود که تصمیم گرفته‌است که دراین  انتخابات شرکت نکند، بلکه گروه‌های انفرادی در این ائتلاف می‌توانند در صورت تصمیم در  انتخابات شرکت کنند. این ائتلاف شامل احزابی متشکل از روحانیون مبارز، مجمع نیروهای خط امام، حزب کارگزاران سازندگی، حزب حزب همبستگی ایران اسلامی، مجمع اسلامی بانوان، انجمن اسلامی مهندسان ایران، حزب اسلامی کار و خانه کارگر بود.
جبهه مشارکت ایران اسلامی، سازمان مجاهدین  انقلاب اسلامی ایران و دفتر تحکیم وحدت، حزب‌های برجسته ای بودند که در انتخابات شرکت نکردند.

## جستار پیوسته
- انتخابات مجلس شورای اسلامی (۱۳۸۳–۱۳۸۲)